# Grand Prix Francji 1993
Grand Prix Francji 1993 (oryg. Rhone-Poulenc Grand Prix de France) – ósma runda Mistrzostw Świata Formuły 1 w sezonie 1993, która odbyła się 4 lipca 1993, po raz trzeci na torze Circuit de Nevers Magny-Cours.
79. Grand Prix Francji, 43. zaliczane do Mistrzostw Świata Formuły 1.

## Wyniki

### Kwalifikacje
| P                       | Nr | Kierowca             | Konstruktor(-silnik)  | Opony | Czas     | Odstęp   | Strata   |
| ----------------------- | -- | -------------------- | --------------------- | ----- | -------- | -------- | -------- |
| 1                       | 0  | Damon Hill           | Williams-Renault      | G     | 1:14.382 | -        | -        |
| 2                       | 2  | Alain Prost          | Williams-Renault      | G     | 1:14.524 | 0:00.142 | 0:00.142 |
| 3                       | 25 | Martin Brundle       | Ligier-Renault        | G     | 1:16.169 | 0:01.645 | 0:01.787 |
| 4                       | 26 | Mark Blundell        | Ligier-Renault        | G     | 1:16.203 | 0:00.034 | 0:01.821 |
| 5                       | 8  | Ayrton Senna         | McLaren-Ford          | G     | 1:16.264 | 0:00.061 | 0:01.882 |
| 6                       | 27 | Jean Alesi           | Ferrari               | G     | 1:16.662 | 0:00.398 | 0:02.280 |
| 7                       | 5  | Michael Schumacher   | Benetton-Ford         | G     | 1:16.720 | 0:00.058 | 0:02.338 |
| 8                       | 14 | Rubens Barrichello   | Jordan-Hart           | G     | 1:17.168 | 0:00.448 | 0:02.786 |
| 9                       | 20 | Érik Comas           | Larrousse-Lamborghini | G     | 1:17.170 | 0:00.002 | 0:02.788 |
| 10                      | 19 | Philippe Alliot      | Larrousse-Lamborghini | G     | 1:17.190 | 0:00.020 | 0:02.808 |
| 11                      | 29 | Karl Wendlinger      | Sauber-Ilmor          | G     | 1:17.315 | 0:00.125 | 0:02.933 |
| 12                      | 6  | Riccardo Patrese     | Benetton-Ford         | G     | 1:17.362 | 0:00.047 | 0:02.980 |
| 13                      | 10 | Aguri Suzuki         | Footwork-Mugen-Honda  | G     | 1:17.441 | 0:00.079 | 0:03.059 |
| 14                      | 28 | Gerhard Berger       | Ferrari               | G     | 1:17.456 | 0:00.015 | 0:03.074 |
| 15                      | 9  | Derek Warwick        | Footwork-Mugen-Honda  | G     | 1:17.598 | 0:00.142 | 0:03.216 |
| 16                      | 7  | Michael Andretti     | McLaren-Ford          | G     | 1:17.659 | 0:00.061 | 0:03.277 |
| 17                      | 11 | Alessandro Zanardi   | Lotus-Ford            | G     | 1:17.706 | 0:00.047 | 0:03.324 |
| 18                      | 30 | JJ Lehto             | Sauber-Ilmor          | G     | 1:17.812 | 0:00.106 | 0:03.430 |
| 19                      | 12 | Johnny Herbert       | Lotus-Ford            | G     | 1:17.862 | 0:00.050 | 0:03.480 |
| 20                      | 15 | Thierry Boutsen      | Jordan-Hart           | G     | 1:17.997 | 0:00.135 | 0:03.615 |
| 21                      | 3  | Ukyō Katayama        | Tyrrell-Yamaha        | G     | 1:19.143 | 0:01.146 | 0:04.761 |
| 22                      | 22 | Luca Badoer          | Lola-Ferrari          | G     | 1:19.493 | 0:00.350 | 0:05.111 |
| 23                      | 23 | Christian Fittipaldi | Minardi-Ford          | G     | 1:19.519 | 0:00.026 | 0:05.137 |
| 24                      | 24 | Fabrizio Barbazza    | Minardi-Ford          | G     | 1:19.691 | 0:00.172 | 0:05.309 |
| 25                      | 4  | Andrea de Cesaris    | Tyrrell-Yamaha        | G     | 1:19.856 | 0:00.165 | 0:05.474 |
| Nie zakwalifikowali się |    |                      |                       |       |          |          |          |
|                         | 21 | Michele Alboreto     | Lola-Ferrari          | G     | 1:20.130 | 0:00.274 | 0:05.748 |
| P                       | Nr | Kierowca             | Konstruktor(-silnik)  | Opony | Czas     | Odstęp   | Strata   |

### Wyścig
| Pos | No | Kierowca             | Konstruktor           | Okrążeń | Czas/powód NU | Poz. Start. | Punktów |
| --- | -- | -------------------- | --------------------- | ------- | ------------- | ----------- | ------- |
| 1   | 2  | Alain Prost          | Williams-Renault      | 72      | 1:38:35.241   | 2           | 10      |
| 2   | 0  | Damon Hill           | Williams-Renault      | 72      | +0.342        | 1           | 6       |
| 3   | 5  | Michael Schumacher   | Benetton-Ford         | 72      | +21.209       | 7           | 4       |
| 4   | 8  | Ayrton Senna         | McLaren-Ford          | 72      | +32.405       | 5           | 3       |
| 5   | 25 | Martin Brundle       | Ligier-Renault        | 72      | +33.795       | 3           | 2       |
| 6   | 7  | Michael Andretti     | McLaren-Ford          | 71      | +1 okrążenie  | 16          | 1       |
| 7   | 14 | Rubens Barrichello   | Jordan-Hart           | 71      | +1 okrążenie  | 8           |         |
| 8   | 23 | Christian Fittipaldi | Minardi-Ford          | 71      | +1 okrążenie  | 23          |         |
| 9   | 19 | Philippe Alliot      | Larrousse-Lamborghini | 70      | +2 Okrążeń    | 10          |         |
| 10  | 6  | Riccardo Patrese     | Benetton-Ford         | 70      | +2 Okrążeń    | 12          |         |
| 11  | 15 | Thierry Boutsen      | Jordan-Hart           | 70      | +2 Okrążeń    | 20          |         |
| 12  | 10 | Aguri Suzuki         | Footwork-Mugen-Honda  | 70      | +2 Okrążeń    | 13          |         |
| 13  | 9  | Derek Warwick        | Footwork-Mugen-Honda  | 70      | +2 Okrążeń    | 15          |         |
| 14  | 28 | Gerhard Berger       | Ferrari               | 70      | +2 Okrążeń    | 14          |         |
| 15  | 4  | Andrea de Cesaris    | Tyrrell-Yamaha        | 68      | +4 Okrążeń    | 25          |         |
| 16  | 20 | Érik Comas           | Larrousse-Lamborghini | 66      | Skrz. biegów  | 9           |         |
| NU  | 27 | Jean Alesi           | Ferrari               | 47      | Silnik        | 6           |         |
| NU  | 22 | Luca Badoer          | Lola-Ferrari          | 28      | Zawieszenie   | 22          |         |
| NU  | 29 | Karl Wendlinger      | Sauber                | 25      | Skrz. biegów  | 11          |         |
| NU  | 30 | Jyrki Järvilehto     | Sauber                | 22      | Skrz. biegów  | 18          |         |
| NU  | 26 | Mark Blundell        | Ligier-Renault        | 20      | Wypadł z toru | 4           |         |
| NU  | 12 | Johnny Herbert       | Lotus-Ford            | 16      | Wypadł z toru | 19          |         |
| NU  | 24 | Fabrizio Barbazza    | Minardi-Ford          | 16      | Skrz. biegów  | 24          |         |
| NU  | 3  | Ukyō Katayama        | Tyrrell-Yamaha        | 16      | Skrz. biegów  | 24          |         |
| NU  | 11 | Alessandro Zanardi   | Lotus-Ford            | 9       | Zawieszenie   | 17          |         |
| NZ  | 21 | Michele Alboreto     | Lola-Ferrari          |         |               |             |         |